# شادي صدر
شادي صدر (بالفارسية: شادی صدر) (ولدت في 1974) هي محامية وصحفية إيرانية، وناشطة بارزة في مجال حقوق المرأة في إيران. كما أنها محامية نشطة في الدفاع عن قضايا الإعدام في إيران. حصلت في عام 2010 على جائزة أشجع امرأة دولية والتي تقدمها وزارة الخارجية الأمريكية.

## الخلفية والتعليم
تحمل صدر درجة بكلوريوس في القانون ودرجة ماجستير في القانون الدولي، حصلت على كليهما من جامعة طهران (1999). كما أنها قبل أن تبدأ الدراسة في الجامعة، كانت تعمل كصحفية لمجلات الشباب ولعدة مجلات وجرائد أيضاً.
عملت بنشاط كمحامية لحقوق الإنسان في إيران حتى عام 2009، بالإضافة إلى تأسيس وإدارة Raahi، وهو مركز للمشورة القانونية للنساء المعرّضين للعنف.
مع تصاعد موجة القمع ضد المجتمع المدني في عام 2007، أغلقت السلطات الإيرانية Raahi. أسست صدر موقع «نساء في إيران» في عام 2002، وهو موقع مخصص لناشطي حقوق المرأة. كانت أيضاً عضواً مؤسساً في مجموعة النسويات، في المجال النسائي (Meydaan-e-Zanan) والتي أطلقت عدة حملات بما فيها الاحتجاج من أجل إلغاء الحظر عن دخول النساء إلى الملاعب. بينما مثّلت العديد من النساء اللواتي حُكم عليهنّ بالإعدام رجماً أو شنقاً، ونتيجة لنشاطاتها الواسعة سُجنت في عدّة مناسبات مختلفة قبل أن يتم نفيها إلى أوروربا في عام 2009 حيث قامت بتأسيس منظمة حقوق الإنسان، العدالة من أجل إيران.

## النشاطات
كخبيرة في حقوق الإنسان في إيران، قادت شادي عدة حملات ومنظمات سعت إلى القضاء على انتهاكات حقوق الإنسان والممارسات التعسفية من قبل الولاية.
كمحامية ممارسة، دافعت شادي عن العديد من الناشطين في حقوق المرأة والصحفيين في المحكمة، الذين كان قد حُكم عليهم بالإعدام. وهي واحدة من الإيرانيين الذين قادوا حملات للقضاء على تطبيق عقوبة الإعدام بالرجم، وبشكل خاص للنساء، في حملة عُرفت باسم «أوقفوا الرجم إلى الأبد». هذه الحملة هي واحدة من عدّة حملات تم إطلاقها من قبل مجتمع النساء، وهي مجموعة مدافعة عن حقوق المرأة كانت صدر عضواً فيها. تم تصوير هذا الفصل من حياة صدر من خلال وثائقيات «نساء تحت الغطاء» والتي عُرضت في المهرجان الدولي لأفلام حقوق الإنسان في جميع أنحاء العالم.
في أعقاب زلزال بام عام 2003، ساعدت في تنظيم جهود إغاثية لجمع الطعام والإمدادات للنساء والأطفال في منطقة بام. كانت صدر محامي الدفاع عن العديد من المدافعين عن حقوق الإنسان، بمن فيهم شيفا نزار أهاري، وهي عضو في لجنة مراسلي حقوق الإنسان، والتي تم اعتقالها في 14 يونيو/حزيران 2009.
في عام 2010، وبالاشتراك مع شادي أمين، شاركت شادي صدر في تأسيس منظمة جديدة وهي «العدالة من أجل إيران» (JFI) والتي تهدف إلى إزالة الحصانة التي تمنح المسؤولين في جمهورية إيران الإسلامية الحق بارتكاب انتهاكات واسعة لحقوق الإنسان بحق مواطنيها ولتحميلهم مسؤولية أفعالهم.
بصفتها المديرة التنفيذية لمنظمة العدالة من أجل إيران (JFI)، أشرفت على إنشاء وتنفيذ العديد من المشاريع البحثية حول الانتهاكات الفادحة لحقوق الأقليات العرقية والدينية، ومجتمع الميم، والنساء، وأيضاً أولئك المضطهدين بسبب آرائهم السياسية. وشاركت في تأليف تقرير الجريمة والإفلات من العقاب عن التعذيب الجنسي للنساء في سجون الجمهورية الإسلامية.
عملت شادي صدر عضوًا في لجنة التحكيم في عام 2015 للمحكمة الشعبية الدولية (IPT) 1965 في الجرائم التي حصلت في إندونيسيا وفي المحكمة الشعبية 2017 في ماينمار.

## الاعتقال
كانت شادي صدر واحدة من 33 امرأة اعتقلن في مارس/آذار من العام 2007 بعد تجمّعهنّ خارج قاعة المحكمة في طهران للاحتجاج بشكل سلمي على محاكمة خمس نساء متهمات بنشر الأكاذيب عن النظام، والعمل ضد الأمن القومي، والمشاركة في مظاهرة غير قانونية لها علاقة بمظاهرة 12 يونيو عام 2006 لدعم حقوق المرأة. احتجزت صدر مدّة 15 يوماً في سجن إيفين قبل أن يتم إطلاق سراحها بكفالة.
في 17 يوليو/تموز 2009، تعرّضت شادي صدر للضرب على أيدي رجال ميليشيا بملابس مدنية وخطفوها عندما كانت تتجه إلى جامعة طهران للمشاركة في أحد الاحتجاجات بعد 2009 على الانتخابات الرئاسية. كانت تمشي في شارع كيشافارز مع عدة ناشطات عندما اقترب أفراد باللباس المدني ورفضوا أن يصرحوا عن هويتهم أو يبرروا تصرفاتهم قبل أن يجبروها على الدخول إلى سيارة تنتظرها. هربت لفترة قصيرة، وتم تقييد رفاقها عندما كانت تتعرض للضرب وإجبارها على العودة إلى داخل السيارة. ثم أخدوها إلى مكان مجهول. أطلق سراحها بعد 11 يوماً في 28 يوليو/تموز عام 2009.
في 17 مايو/أيار عام 2010، أدينت غيابياً في المحكمة الثورية في طهران بالعمل ضد الأمن القومي والإضرار بالنظام العام وحُكم عليها بالسجن لمدة 6 سنوات مع 74 جلدة.

## الجوائز والتكريمات
- جائزة Ida B. Wells عن الشجاعة في الصحافة، 2004 من قبل Women's eNews في جوائزها السنوية لـ 21 شخصية قيادية للقرن الواحد والعشرين.
- في 2009، حصلت على جائزة خاصة أسسها ليخ ويسا، وهو الزعيم الأسطوري لاتحاد التضامن البولندي، وحائز على جائزة نوبل للسلام في عام 1983.[21]
- حصلت أيضاً على الجائزة الهولندية لحقوق الإنسان، وجائزة التوليب للمدافعين عن حقوق الإنسان، في 9 نوفمبر/تشرين التاني، 2009.
- في 2010، حصلت صدر على جائزة ألكساندر للحقوق في جامعة سانتا كلارا، لتفانيها الدائم في الدفاع عن قضية النساء الإيرانيات والمخاطرة بحريتها للدفاع عن أولئك الذين اتُّهموا وسُجنوا بشكل غير مشروع.[22]
- في عام 2010، مُنحت جائزة المرأة الشجاعة الدوليّة من قبل وزيرة الخارجية الأمريكية، هيلاري كلينتون، لكنها اختارت عدم الحضور وأهدت الجائزة بدلاً من ذلك لشيفا نزار أهاري.[22]
- اختيرت صدر لتكريمها في معرض بورتريه السنوي الدولي الخامس ليوم المرأة في جامعة هارفارد للقانون في عام 2018.[23]